# بنام (فلم هندي 1974)
بنام (بالهندية: बेनाम) (بالإنجليزية: Benaam) بالعربية معناه بلا اسم هو فيلم إثارة بوليوود عام 1974 من إخراج ناريندرا بيدي والمشاركة في كتابته. الفيلم من بطولة أميتاب باتشان، موشومي تشاترجي وبريم شوبرا. ويظهر مادان بوري في دور مختلف. تشبه القصة الأساسية إلى حد كبير، قصة الفيلم "الرجل الذي عرف أكثر من اللازم" (1956) للمخرج ألفريد هيتشكوك.
تمت إعادة إنتاج الفيلم باللغة الكانادية بدور ثيروغو باانا مع أمباريش و أراتي الذين أعادوا تمثيل الأدوار التي لعبها أميتاب باتشان وموشومي تشاترجي.

## حبكة
شيلا (موشومي تشاترجي) وأميت شريفاستاف (أميتاب باتشان) زوجان لديهما ابن صغير. في إحدى الليالي، أثناء توجههم إلى الحفلة، يشهدون محاولة قتل لمراسل صحفي. يقوم أميت بإدخال الضحية، الذي هو في حالة حرجة، إلى المستشفى. ويجد أيضًا جزءًا ممزقًا من دعوة في مكان محاولة القتل، فيقوم بوضعه في جيبه. وبعد فترة وجيزة، بدأ أميت يتلقى تهديدات مجهولة لتسليم الأدلة.
عندما لم يمتثل أميت، تم اختطاف ابن أميت وشيللا. صوت مجهول يبدأ في ابتزاز أميت ليفعل ما يمليه عليه ذلك الشخص. الطريقة الوحيدة لإنقاذ طفلهم هي كشف لغز هوية هذا الشخص. أميت، بمساعدة المفتش جادهاف (ساتين كابو)، يتمكن أخيرًا من العثور على الجاني وإنقاذ ابنه.

## الممثلون
- أميتاب باتشان في دور أميتاب "أميت" شريفاستاف
- موشومي تشاترجي في دور شيلا شريفاستاف
- بريم شوبرا في دور كيشانلال
- هيلين في دور بونام
- مادان بوري في دور جوبال
- افتخار مفوضا للشرطة
- ساتين كابو بدور المفتش جاداف
- دومال كشرطي
- شوبها خوتي في دور تشاتشي
- جاغديش راج في دور السيد ديساي
- دي كيه سابرو في دور السيد شارما
- فيجو خوتي في دور سليم
- قادر خان بصوته على الهاتف
- ديف كيشين في دور المنجم
- راجبال في دور توني، زميل أميت في المكتب

## الموسيقى التصويرية
| أغنية                                     | مغني                 |
| ----------------------------------------- | -------------------- |
| "ماين بينام هو جايا"                      | ناريندرا شانشال      |
| "إيك دين هانسانا"                         | لاتا مانغيشكار       |
| "إيك دين هانسانا" (فيلم قصير)             | لاتا مانغيشكار       |
| "آا رات جاتي هاي، تشوبكي سي ميل جاي دونو" | محمد رفيع، آشا بهوسل |

## روابط خارجية
- بنام على موقع IMDb (الإنجليزية)
- بنام على موقع روتن توميتوز (الإنجليزية)
- بنام على موقع أول موفي (الإنجليزية)
- بنام على موقع قاعدة بيانات الفيلم (الإنجليزية)
- بنام على موقع ليتربوكسد (الإنجليزية)
- بنام على موقع كينوبويسك (الروسية)